# Intersecție denivelată

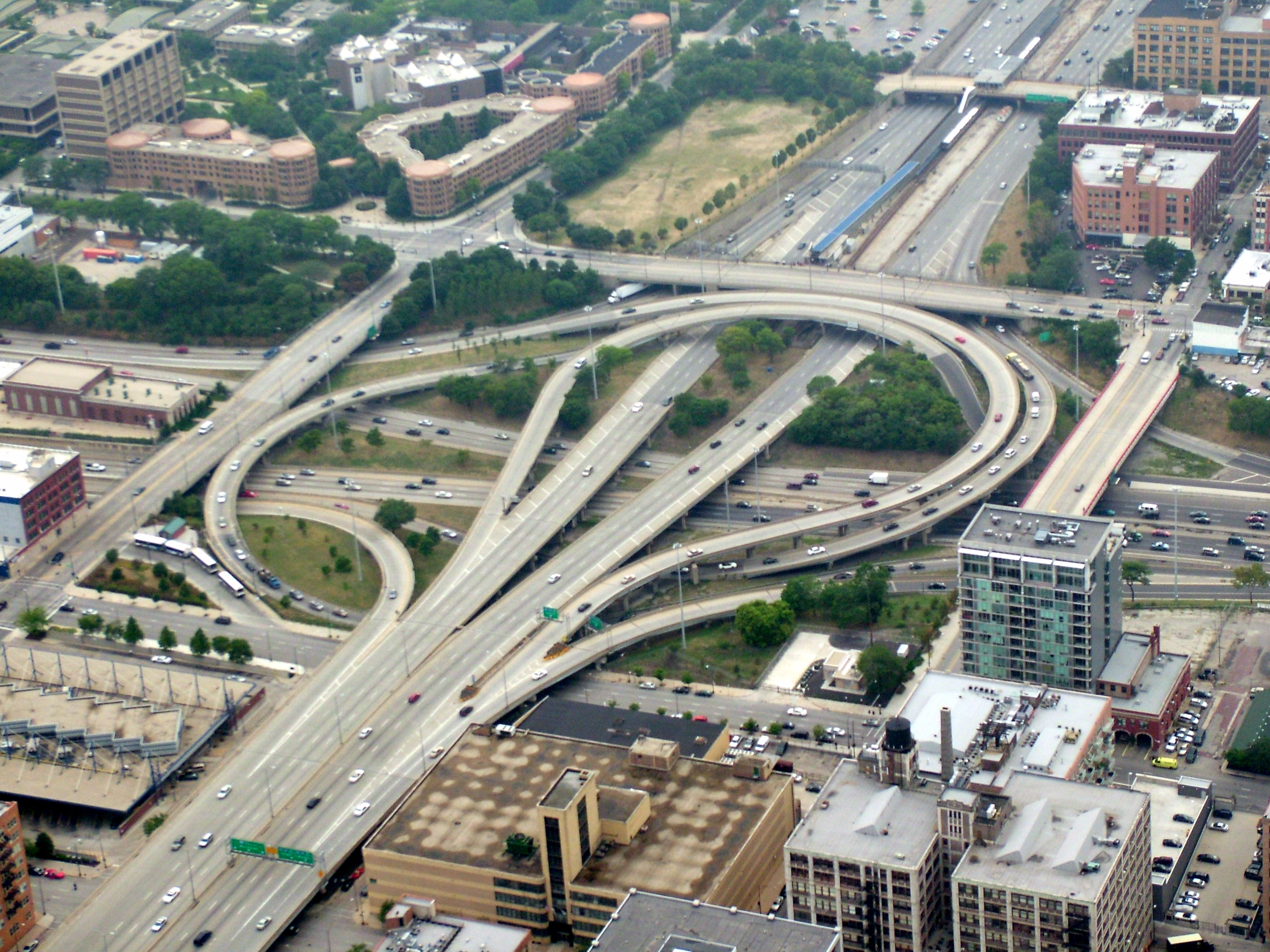
Un exemplu de potențială complexitate a denivelării este nodul rutier Circle din Chicago.

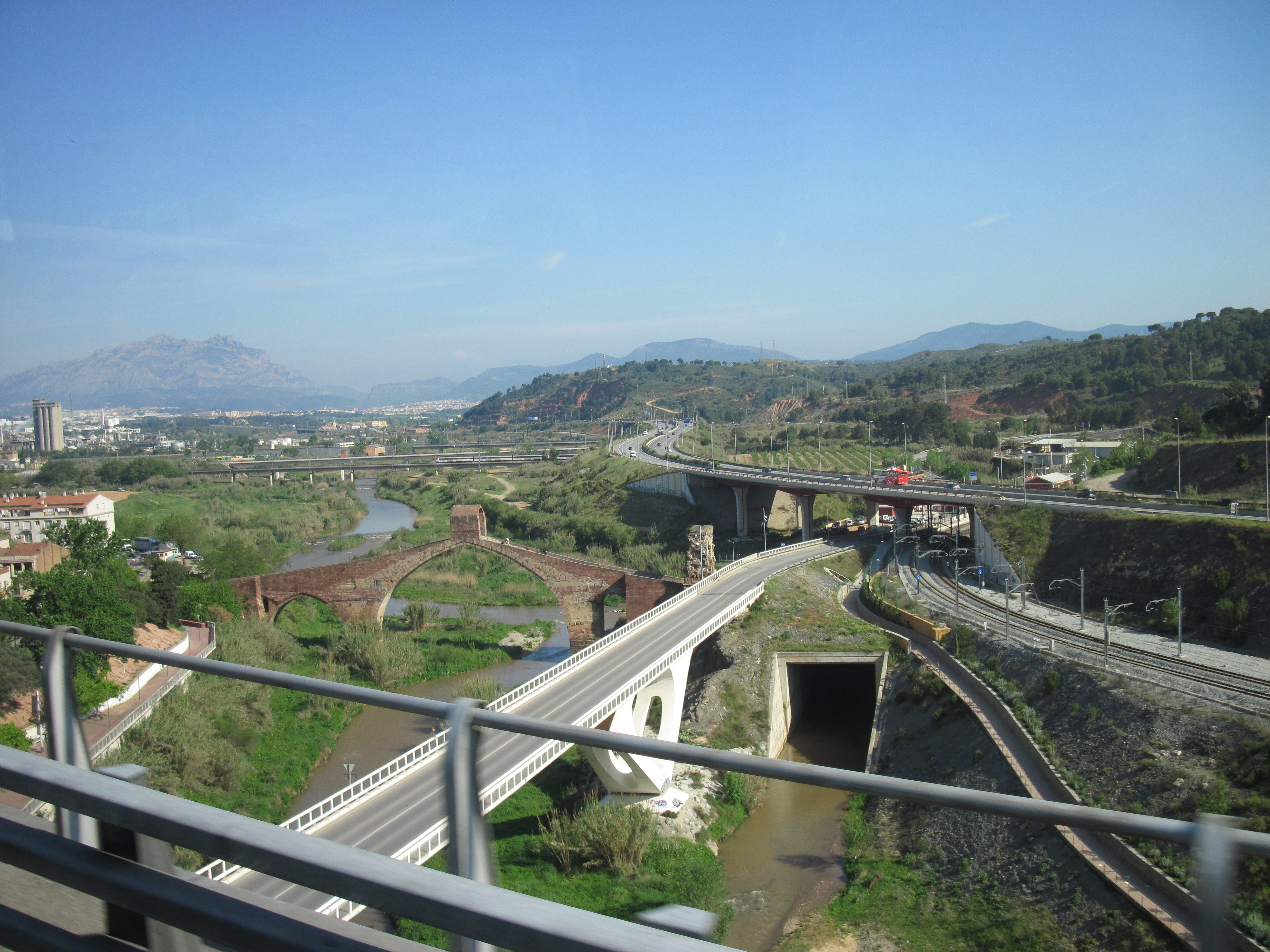
Șapte pasaje superioare diferite folosite pentru denivelare în Spania, lângă Barcelona.

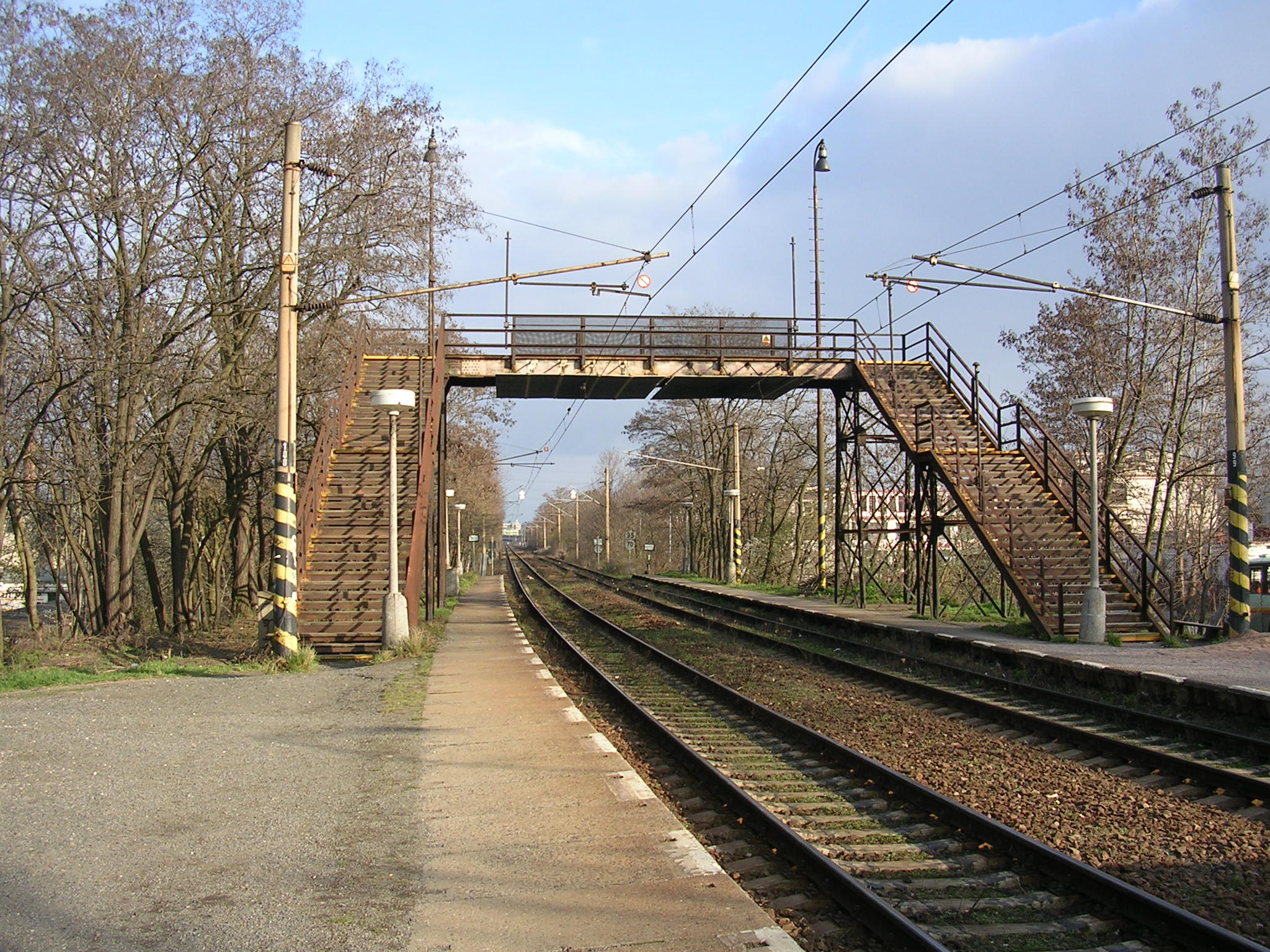
Conceptul de denivelare include toate modurile de transport. Exemplu: pod pietonal peste o cale ferată la Praga.

Denivelarea este numele purtat de o metodă de aliniere pe verticală a intersecției a două sau mai multor axe de transport la diferite gradiente de înălțime, astfel încât să nu disturbe fluența traficului pe nici una din rutele de tranzit care se intersectează. Compoziția unor astfel de axe de transport nu trebuie să fie uniformă. Poate fi vorba de un mixt de șosele, căi ferate, canale de navigație, piste pentru bicicliști sau pietoni și piste aeroportuare. Podurile (pasajele superioare), tunelurile (pasajele inferioare) sau o combinație între amândouă pot fi construite într-o intersecție pentru a se obține gradul necesar de denivelare.
În România, o intersecție denivelată de drumuri este încadrată în normative la clasa I și denumită în general nod rutier, în contrast cu termenul intersecție, folosit în general pentru a desemna o intersecție la nivel.

## Efecte

### Avantaje
Căile de transport cu intersecții denivelate asigură în general o fluență mare a traficului, cu mai puține întreruperi și cu viteze de circulație relativ ridicate. Din aceste motive, vitezele limită legale sunt în general mai mari decât în cazul căilor de transport cu intersecții la nivel. În plus, separarea căilor și direcțiilor de trafic în intersecții reduce riscul accidentelor.

### Dezavantaje
Intersecțiile denivelate ocupă suprafețe mari de teren și sunt complicate și costisitoare datorită necesității construcției de structuri precum tuneluri, rampe de acces, poduri și podețe. Înălțimea lor poate obtura orizontul vizual, iar acest lucru, combinat cu volumul mare de trafic pe care îl atrage acest tip de intersecție, le face nepopulare proprietarilor de terenuri și rezidenților din apropierea lor. Din aceste motive, construcția de noi intersecții denivelate poate stârni uneori protestele și opoziția publicului.
Intersecțiile feroviare denivelate ocupă în general mai puțin spațiu decât cele rutiere deoarece nu există benzi de staționare de urgență, ramificațiile sunt mai puțin numeroase decât în cazul drumurilor și nu există în general nevoia de construcție a unor rampe de acces pentru distribuția locală a traficului. De altfel, intersecțiile feroviare la nivel pot ocupa ele însele o suprafață mare de teren. Totuși, denivelarea intersecțiilor feroviare necesită un efort ingineresc semnificativ, ceea ce le face foarte costisitoare, iar construcția lor este una de durată. În anumite cazuri, precum la căile ferate de mare viteză, denivelarea intersecțiilor este obligatorie.
Intersecțiile pietonale denivelate sau ale pistelor de biciclete solicită în general puțin spațiu, deoarece de cele mai multe ori nu traversează obstacole mari precum autostrăzile și, chiar și în aceste cazuri, nu este nevoie să fie construite rampe sau bretele de legătură cu acestea.
Intersecțiile denivelate pot crea probleme persoanelor cu dizabilități din cauza declivităților necesare pentru ca o cale de transport să treacă peste alta. Avansul peroanelor cu dizabilități în lungul unei căi sau accesul la peroanele situate la diferite niveluri ale unei intersecții denivelate se pot dovedi astfel dificile, iar în unele cazuri intersecțiile sunt prevăzute cu rampe sau lifturi speciale.